# Kamil Rychlicki
Kamil Rychlicki est un joueur polonais-luxembourgeois de volley-ball, né le 1er novembre 1996, à Ettelbruck. Il mesure 2,03 m et joue attaquant.
Ses parents ont également joué au volley-ball, et son père, Jacek Rychlicki, est médaillé d'argent des Championnats d'Europe de 1983, avec l'équipe nationale polonaise.

## Clubs
| Club                              | De        | À         |
| --------------------------------- | --------- | --------- |
| VC Strassen                       | 2012-2013 | 2015-2016 |
| Noliko Maaseik                    | 2016-2017 | 2017-2018 |
| Porto Robur Costa Ravenne         | 2018-2019 | 2018-2019 |
| Al-Rayyan SC                      | 2018-2019 | 2018-2019 |
| Associazione Sportiva Volley Lube | 2019-2020 | en cours  |

## Palmarès

### En sélection nationale
- Championnat d'Europe des petits États (1)
  -  : 2017.
  -  : 2013.
- Jeux des petits États d'Europe (1)
  -  : 2017.
  -  : 2019.
- Championnat d'Europe U21 des petits États (1)
  -  : 2012.

### En club
| - Mondial des clubs (1) - : 2019. - Coupe d'Italie (2) - : 2020, 2021. - Championnat d'Asie AVC des clubs - : 2019. - Championnat de Belgique (1) - : 2018. - : 2017. - Coupe de Belgique - : 2018. - : 2017. - Championnat arabe AVA des clubs (1) - : 2019. - Supercoupe d'Italie - : 2020. - : 2019. | - Ligue du Qatar - : 2019. - Coupe de l'Émirat du Qatar - : 2019. - Supercoupe de Belgique (1) - : 2016. - Supercoupe du Qatar (1) - : 2018. - Coupe du Qatar (1) - : 2019. - Championnat du Luxembourg (3) - : 2014, 2015, 2016. - : 2013. - Coupe du Luxembourg (4) - : 2013, 2014, 2015, 2016. |

### Distinctions individuelles
- 2017 : Jeux des petits États d'Europe — Meilleur receveur
- 2017 : Championnat d'Europe des petits États — Meilleur réceptionneur-attaquant